# Азиатская экспедиция Маннергейма
Азиатская экспедиция Маннергейма — разведывательная экспедиция на север и запад Цинской империи, организованная российским Генштабом и совершённая полковником русской армии бароном Густавом Маннергеймом, в период с 29 марта 1906 года по 21 декабря 1908 года.

## Предпосылки
23 августа (5 сентября) 1905 года был подписан Портсмутский мирный договор, завершивший русско-японскую войну 1904—1905 годов. Россия уступила Японии южную часть Сахалина, свои арендные права на Ляодунский полуостров и Южно-Маньчжурскую железную дорогу, соединявшую Порт-Артур с Китайско-Восточной железной дорогой. Россия также признала Корею японской зоной влияния. При этом перед Россией возникла задача контроля влияния Японии в регионе.
В Главном управлении Генерального штаба решили организовывать географическую экспедицию в Северный Китай, чтобы ознакомиться с политической и социально-экономической обстановкой в приграничных регионах и изучить малонаселённые районы — собрать статистические сведения, проверить существующие карты и составить новые. Конечной целью экспедиции должен был стать Пекин.

## Подготовка
Осуществить эту экспедицию было предложено полковнику Русской императорской армии Густаву Маннергейму, который участвовал в только завершившейся русско-японской войне. 20 марта 1906 года по предписанию Главного управления Генерального штаба Густав Маннергейм прибыл к начальнику Генерального Штаба генералу от инфантерии Фёдору Палицыну. Генерал сообщил, что в отношении полковника Маннергейма готовится некое важное решение.
29 марта Палицын в присутствии начальника 2-го Азиатского отдела Генштаба генерал-майора Васильева и начальника 4-го Туркестанского отделения полковника Цейля сообщил:
Китайские реформы превратили Поднебесную в опасный фактор силы… Густав Карлович, Вам предстоит совершить строго секретную поездку из Ташкента в Западный Китай, провинции Ганьсу, Шэньси. Продумайте маршрут и согласуйте его с Васильевым, по организационным вопросам обращайтесь к полковнику Цейлю…
Через день Густав Маннергейм дал согласие и попросил два месяца на подготовку к экспедиции. Он загорелся этим предложением, ведь это было в русле традиций его семьи, зарождённых почти полвека назад знаменитым исследователем Нильсом Норденшельдом.
Подготовка началась сразу же. Густав Маннергейм по 12 часов в день просиживал за документами. Он изучил в библиотеке Генштаба закрытые для публикаций отчёты об экспедициях в Среднюю Азию Николая Пржевальского и Михаила Певцова. По рекомендации действительного члена Русского географического общества генерала от кавалерии Бильдерлинга (в недавнем прошлом — помощника начальника генштаба) Густав получил доступ к фондам Музея антропологии и этнографии, а также отдела этнографии Русского музея. Состоялись встречи с известным исследователем Средней Азии П. К. Козловым и двоюродным братом Густава Эрландом Норденшёльдом, исследователем племён Южной Америки. Работа по подготовке была проведена более чем серьёзная.
Прорабатывая научную литературу, включая работы Ауреля Стейна, Маннергейм установил контакты с Полем Пеллио. Получив представление о состоянии современных исследований в регионе, он понял, что его экспедиция может решить весьма важные исследовательские задачи. Через Отто Доннера (1835—1909), специалиста по санскриту и министра образования Финляндии, он связался с членами Финно-угорского общества. Они ознакомили Маннергейма с результатами лингвистического и этнографического изучения региона и поставили перед ним задачу выполнения этнографических исследований. Они также просили его собирать и копировать исторические рукописи и надписи, представлявшие научный и культурный интерес. Маннергейм также встречался с представителями Совета коллекций Антеля в Национальном музее Финляндии в Гельсингфорсе, которые выразили пожелание, чтобы он собирал исторические рукописи и предметы искусства. Собирательская деятельность была профинансирована музеем.
10 июня состоялось большое совещание у Палицына, на котором были утверждены основные параметры экспедиции и каналы передачи данных в Петербург (через отца Маннергейма). Сначала Густав был включён в состав экспедиции француза Поля Пеллио, но потом по его просьбе Николай II придал Маннергейму самостоятельный статус. Экспедиция Пеллио стартовала из Парижа 15 июня.
В конце июня (19 июня) 1906 года Густав Маннергейм с 490 кг багажа, включая фотоаппарат «Кодак» и две тысячи стеклянных фотопластинок с химреактивами для их обработки, выехал на поезде из Санкт-Петербурга.

## Экспедиция

### Российская империя

Карта Сырдарьинской области. 1903 год.

Из Санкт-Петербурга группа Маннергейм проследовала на поезде через Москву в Нижний Новгород. Далее они следовали водным путём на пароходе: Казань — Саратов — Астрахань — Баку — Красноводск. В Красноводске снова сели на поезд, на котором по Закаспийской железной дороге, проехали через каспийские пустыни, Бухару, Самарканд и 5 июля (ст.ст) добрались до Ташкента — столицы российского Туркестана и центр Туркестанского военного округа.
В Ташкенте Маннергейм посетил Туркестанского генерал-губернатора Деана Субботича, чтобы позаботиться о последних формальностях своего путешествия. В штабе Туркестанского военного округа получил дорожную карту и сведения об условиях жизни в приграничной полосе.
Там же он познакомился с полковником Лавром Корниловым, уроженцем Казахстана, великолепно владеющим несколькими тюркскими языками. Корнилов помог в комплектации снаряжением (добавилось семь винтовок старого образца для одаривания вождей кочевников) и подобрал двух казаков в помощники из состава 2-го Уральского казачьего полка, квартировавшего в Самарканде.
Таким образом за казаками Маннергейму пришлось вернуться в Самарканд. Сопровождать экспедицию из 40 добровольцев были выбраны казаки Игнатий Юнусов и Шакир Рахимжанов (Рахимьянов).

«На выбор казаков было командиром полка обращено самое серьезное внимание, последний из них был магометанином и оба говорили по-киргизски. Они сидели на прекрасных конях с щегольскою седловкою. Снаряжение одеждою и оружием было безукоризненно, даже богато», — писал о своих спутниках полковник Маннергейм.

Из Самарканда Маннергейм с двумя казаками выехал через Андижан в Ош (Ферганская область).

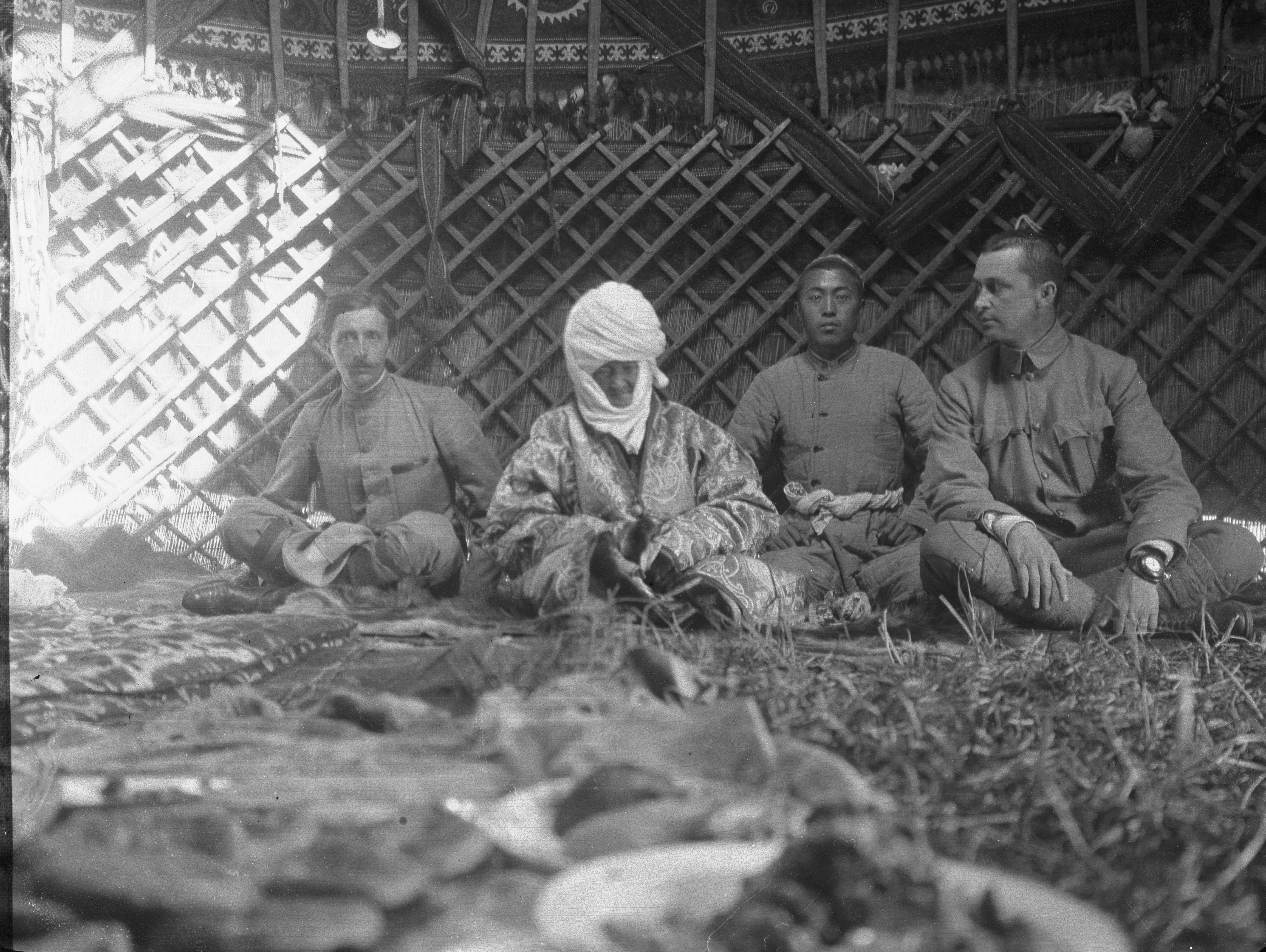
Маннергейм и Пеллио в юрте Курманджан Датки. Слева направо: Поль Пеллио, Курманджан Датка, её внук, Густав Маннергейм.

В Андижане группа Маннергейма встретилась со спутниками Поля Пеллио (те выехали из Парижа 15 июня и добралась на поезде до Ташкента за 10 дней).
В Оше было заготовлено необходимое снаряжение, по соседству, на ярмарке в Узгене куплены вьючные лошади. На окончательную подготовку экипировки и запас провизии ушло ещё три недели.
В Оше Густав Маннергейм и Поль Пеллио посетили юрту киргизской правительницы Курманджан Датка. Маннергейм впервые сфотографировал её.
29 июля (11 августа) 1906 года из Оша экспедиция отправилась в сторону города Кашгар провинции Синьцзян.
Отношения между Пеллио и Маннергеймом в экономических вопросах и вопросах управления постепенно становились всё более натянутыми и закончились разрывом. По мнению Маннергейма Пеллио как руководитель экспедиции был скуп и слишком пунктуален. После переговоров Маннергейм вышел из подчинения Пеллио.

### Кашгар

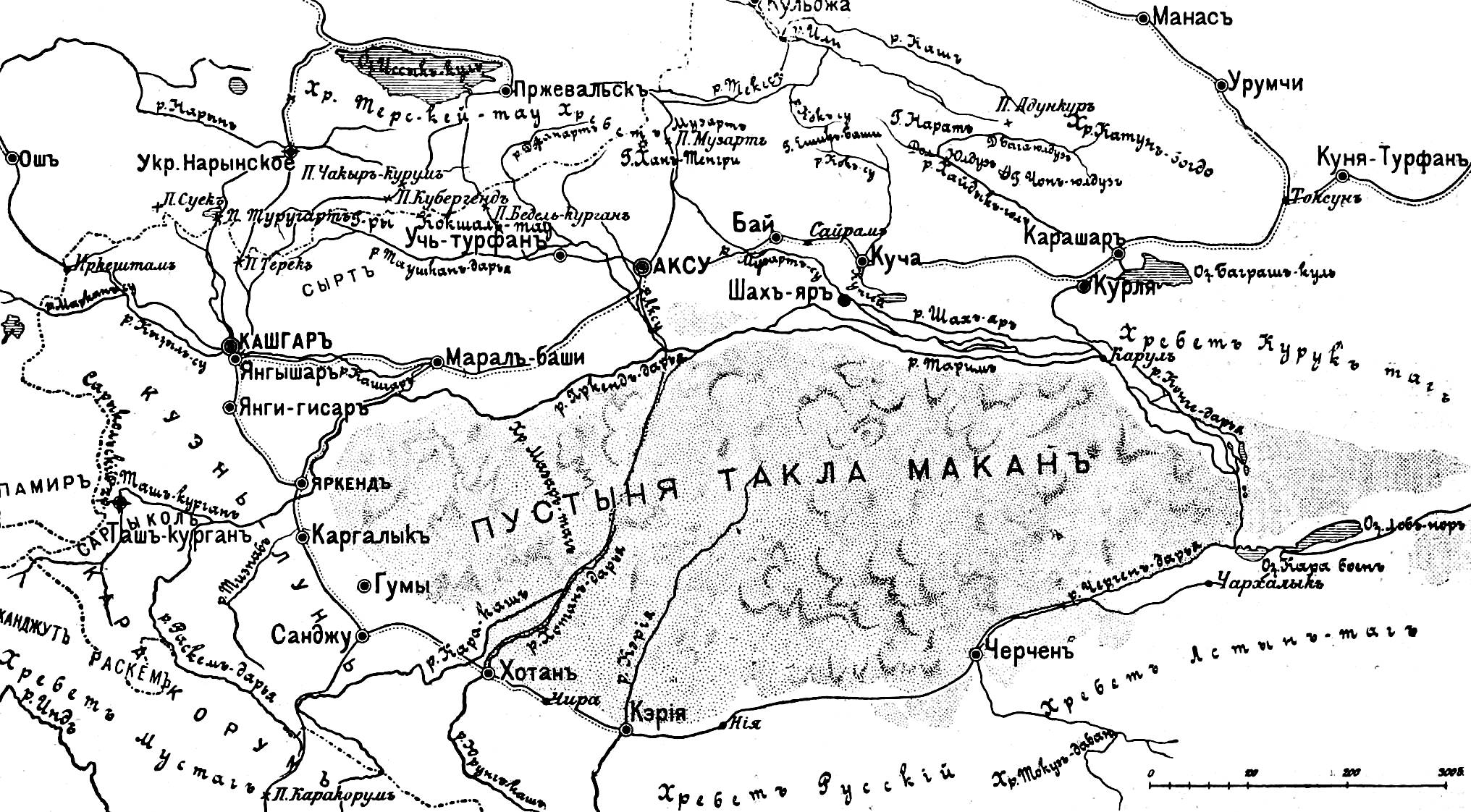
Карта Кашгарии из Военной энциклопедии Сытина 1913 год.

Перебравшись через Талдыкский перевал (самый тяжелый перевал на дороге Ош — Иркештам, его высота над уровнем моря — 3615 метров), экспедиция 11 августа пересекла российскую границу и 17 августа прибыла в город Кашгар.

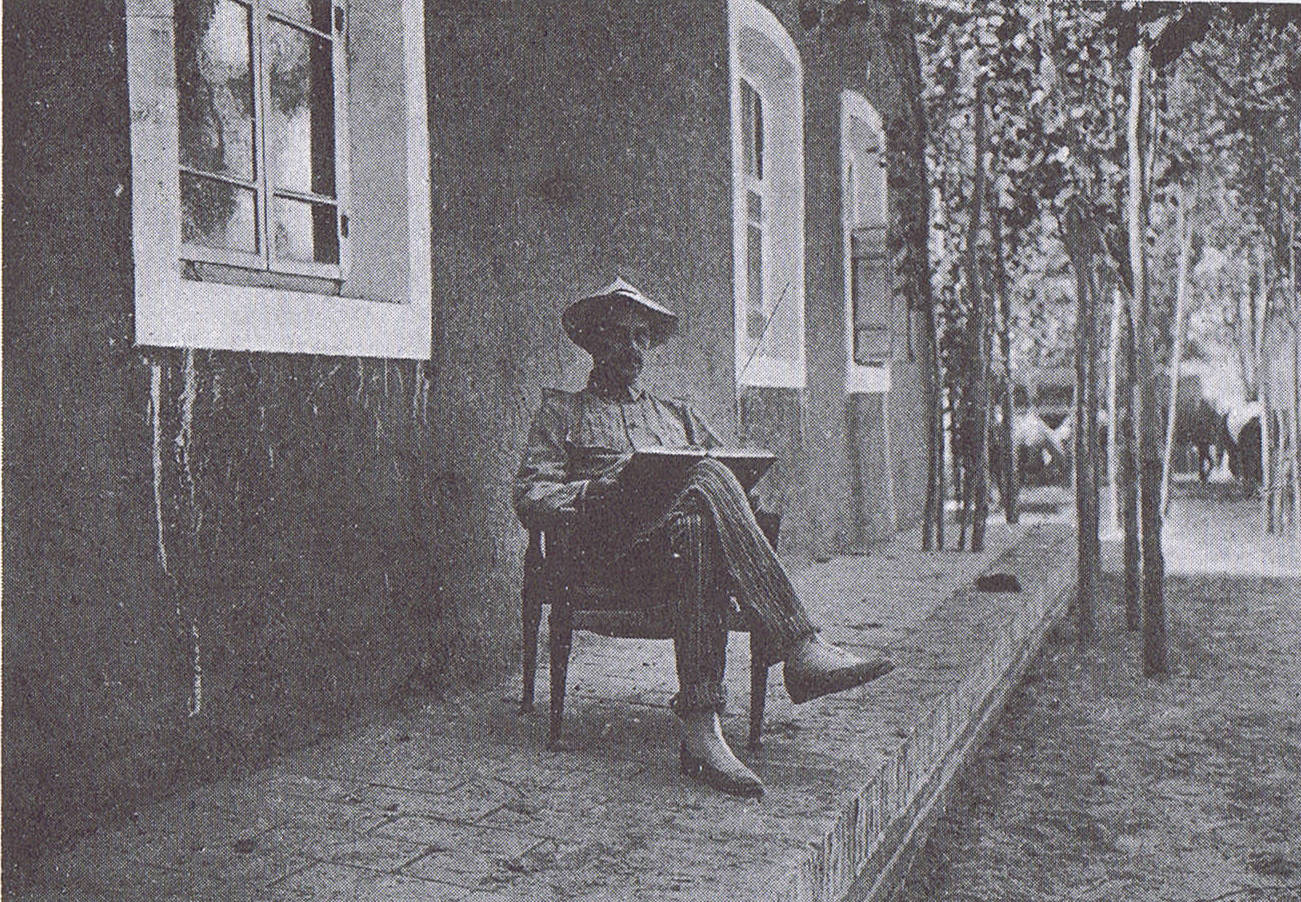
Полковник Маннергейм в русском консульстве. Кашгар, сентябрь 1906

Там путешественники разделились: группа Пеллио отправились через Курлю на Тарим и Лобнор, а Маннергейм с несколькими сопровождавшими его казаками предстояло следовать по маршруту, который был разработан и утвержден разведотделом Генштаба: Хотан, Яркенд, Маралбаши, Аксу, Кульджу, Урумчи, Турфан, Ланьчжоу-фу и далее.
После первого горного перехода в Кашгар казак Юнусов был отправлен обратно в полк. В своём дневнике Маннергейм пишет: «В Кашгаре простоял вторую половину августа и первую сентября. Мне пришлось прикупить лошадей и нанять трёх человек: одного для разведок, одного — повара, а другого для ухода за вьючными лошадьми, взамен казака Юнусова, который был отправлен в полк. Я старался использовать продолжительное пребывание в Кашгаре и усиленно занимался китайским языком.»
Тёплый приём Маннергейм получил в доме С. Г. и С. А. (1868—1921) Колоколовых.
Из Кашгара Маннергейм выезжает 29 сентября в Хотан, чтобы проверить информацию о наличии японцев на территориях южного Кашгара. Информация оказалась ложной — слухи распускали местные мусульмане. Во время поездки барон провёл тщательное картографирование местности. В Яркенде Густав серьёзно заболел, заболел и его переводчик. Выходил их местный врач, шведский миссионер, Гёсте Ракетт, с которым Маннергейм потом переписывался долгие годы. В Кашгар экспедиция вернулась только 21 декабря, где в семье русского консула Сергея Колоколова и встретил Новый год путешественник.
1907 — экспедиция достигла селения Аксу, предварительно подробно исследовав реку Таушкан-Дарью. Закончив работы по изучению Аксуйского уезда, Маннергейм 13 марта двинулся к Музартскому хребту и за пять дней пересёк ледник Тугр-Мус. Переход был очень тяжёлым, кончилось топливо, заболел лихорадкой казак Шакир Рахимжанов, но всё же 31 марта они вышли к городу Кульчжа, где простояли 21 день. Здесь барон дал отдых людям и лошадям, пополнил припасы и с большим трудом смог найти замену своему переводчику, который буквально «сел на шею» Густаву. Нового переводчика подыскал местный российский консул Сергей Фёдоров. Им оказался местный китаец-католик, который, впрочем, не читал и не писал по-китайски. Также был заменён в связи с болезнью и казак Рахимжанов. «Ко мне был назначен казак второго Сибирского казачьего полка Луканин, принимавший участие в русско-японской войне. Он впоследствии … в полной степени заслужил моё одобрение…» — писал Маннергейм. За время, проведённое здесь, Маннергейм часто выезжал на археологические раскопки вместе с секретарем русского консульства А. А. Дьяковым, археологом-любителем.

### Западный Китай
22 апреля караван из 7 человек и 16 лошадей вышел из Кульчжи. Через семь дней, дойдя до реки Текес, экспедиция двинулась вниз по течению. Дальнейший маршрут выглядел так: горный переход между реками Кунгес и Цанма (или Цауман-гол) — долина Юлдус — нижнее течение реки Малаго — река Малый Юлдус — перевал Котлы — Карашарская долина. Здесь, оставив экспедицию на отдых, Маннергейм с переводчиком выдвинулся в город Урумчи — тогдашнюю столицу провинции Синьцзян. 15 июля они прибыли в этот городок. Маннергейм с местным российским консулом Николаем Николаевичем Коротковым посетил губернатора края, «прозрачно» намекнувшего на то, что Маннергейм путешествует «под двумя фамилиями» (на визитке барона, изготовленной в Кашгаре, его фамилия была преображена на китайский манер «Ма-да-хан», что в переводе значило «конь, проскакавший через звёзды»). На самом деле в этой части Китая уже сказывалось влияние Японии и начинало проявляться ощутимое негативное давление китайских чиновников на экспедицию.
13 августа экспедиция выдвинулась в город Гучэн (с населением порядка 20 тысяч человек). Густав писал: «Это один из наиболее оживлённых торговых центров всей провинции… от него ежегодно отправляются три-четыре „серебряных“ каравана, везущих более миллиона лан серебра на уплату за полученный товар». Пекинский лан в то время представлял собой основную денежную единицу Китая в виде слитка серебра округло-продолговатой формы весом около 8,5 золотников. Содержание серебра в слитке было порядка 98,5 %. В 1907 году 1 лан равнялся 1,41 российского рубля или 0,8 американского доллара.
Из Гучена путь лежал в город Турфан через тяжёлый перевал (снег на перевале выпал 7 сентября), но именно в Турфане Маннергейм купил уникальные фрагменты манускриптов тысячелетней давности, найденные в окрестных песках местными жителями. Далее город Баркуль, описанный Пржевальским, потом перевал Кошеты-даван. На перевале глубина снега местами превышала 1,5 метра.
12 октября экспедиция вошла в небольшой оазис Хами, принадлежащий местному мусульманскому князьку, который, по словам Маннергейма, «своей алчностью и бессердечностью далеко превзошёл китайских чиновников». В оазисе Маннергейм встретился с представителями малой народности, называемой желтыми уйгурами, о чём позднее написал этнографическую работу, которая была издана в 1911 году в Гельсингфорсе. 17 октября отряд покинул Хами и 28 октября добрался до города Ань-Си: «Город мёртвый, окружённый полуразвалившейся… стеной». Далее экспедиция по пустынным дорогам добралась до города Дуньхуана. Путешественник отметил в своём дневнике: «В Дун-хане я застал только что улёгшиеся волнения на экономической почве, направленные … против местного представителя богдыхана. Местная милиция отказалась действовать против толпы, которая вломилась в дом мандарина, убив при этом двух-трёх сторожей. К моему приезду всё уже успокоилось, и главари бежали в горы». 9 ноября караван двинулся дальше, на Цзяюйгуань.

### Внутренний Китай
17 ноября Маннергейм миновал Великую Китайскую стену у Цзяюйгуаня и вступил во Внутренний Китай. На следующий день, пройдя таможню, отряд остановился в Сучжоу, оттуда, после небольшой стоянки, к 6 декабря достиг Ганьчжоу с населением порядка 35-40 тысяч человек.
25 декабря, покинув Ганьчжоу, Маннергейм двинулся на восток, к Лянчжоу — третьему по величине городу в провинции Северная Ганьсу, большому городу с маньчжурской крепостью. Около города разместилась католическая миссия, где в окружении бельгийских миссионеров и их епископа барон встретил 1908 год.
1908 — 9 января экспедиция покинула Ляньчжоу и 17 января достигла Ланьчжоу — столицы провинции Северная Ганьсу. Город с населением около 150 тысяч человек стоял на берегу Жёлтой реки (Хуанхэ). По инструкции Генштаба, полковник должен был провести «разведку подготовки г. Лань-чжоу в смысле военной базы». Однако работа «сильно затянулась вследствие инфлюэнцы эпидемического характера, которой поочередно переболели все мои люди. Мне самому пришлось слечь три раза, и мы вышли оттуда 4 марта только наполовину здоровыми» — отметил в своём дневнике путешественник.
Преодолев Тянь-Шаньский перевал, отряд подошёл к городу Хэчжоу (долина реки Дася). Из отчёта Маннергейма: «Этот китайский город занимает обширную, но лишь частично застроенную площадь… Стены города в сильно запущеном состоянии… В нём 12 мечетей.». 9 марта экспедиция выдвинулась из города в направлении Циньчжоу, где пробыла с 23 марта по 3 апреля, после чего, переправившись на пароме через реку Вэйхэ, дошла до города Циншуй в одноимённой долине. Далее путь был таким: перевал Гуаньшань — город Луньчжоу — город Сяньянь — и 14 апреля Густав входит в Сиань, столицу провинции Шэньси. Здесь он обнаружил, что в советниках у местного губернатора Нгэцшу подвизаются японцы.
30 апреля экспедиция тронулась в дальнейший путь. Достигнув города Тунгуан (на реке Хуанхэ), Маннергейм отправил снаряжение под наблюдением казака Луканина в Тайюань, а сам побывал в городе Хэнаньфу (Лояне), бывшей столице Поднебесной времён династии Чжоу.
18 мая Маннергейм достиг железнодорожной станции Чжэнчжоу. Вид, звуки, запахи цивилизации нашли отклик в его дневнике: «Я с большим восторгом стал прислушиваться к раздававшемуся вдалеке свистку локомотива… и с большим удовольствием опустился на мягкий диван вагона первого класса, в котором помчался в город Кайфэн». Впрочем, в Кайфэне Густав «мариновался» пять дней: «Одной из причин этого стала некоторая подозрительность китайских властей, которую они начали проявлять, начиная от города Сианьфу, и затруднения, которые делали мне при малейшем уклонении в сторону от маршрута, намеченного, в крупных чертах, в моём паспорте».
25(?) мая полковник прибыл в город Тайюань. Здесь китайские власти более чем настойчиво пытались предотвратить движение экспедиции и «употребили всевозможные усилия к тому, чтобы побудить меня отказаться от задуманных поездок в северную часть провинции к Далай-ламе XIII в Утайшань и к северному изгибу Жёлтой реки». Однако требовалось отработать оба этих варианта, согласно предписанию Генерального штаба. Поездка к Далай-ламе предпринималась для «выяснения роли Далай-ламы в движении областей или местных племен к самостоятельности», а вторая — для «ознакомления с китайской колонизацией в полосе среднего течения Жёлтой реки». И 8 июня 1908 года Маннергейм со спутниками выступил на север, предварительно отправив (по совету английского врача) железной дорогой в Пекин казака Луканина, серьёзно ослабевшего.
«После двух переходов… мы дошли до святыни монголов, знаменитого буддийского монастыря Утай-Шань. Живописно расположенная на небольшом холме, окруженном горами, группа кумирен, золочёных каланчей и белых „субурган“ — башень, представляла чудную картину со своими золотисто-желтыми и бирюзовыми черепичными крышами, которые сверкали на солнце среди окружающей зелени». Далее Густав пишет: «Мне пришлось видеть Далай-ламу два раза. Раз во дворе, когда он выходил, чтобы сесть на коня для ежедневной прогулки верхом, а другой раз во время особой для меня аудиенции. Последняя была, вопреки моим ожиданиям, дана мне без всяких затруднений… Во время моего приема он сидел на золоченом кресле, поставленном на возвышении из досок против окна в конце небольшой приёмной комнатки. По обеим сторонам этого возвышения стояли два широкоплечих тибетца средних лет с угрюмыми лицами темно-бронзового цвета. Далай-лама с видимым интересом расспрашивал о Государе Императоре, России, нынешней силе армии и т. д. По его указанию, почти сейчас после ответа на мой поклон, был доставлен ему кусок белой шелковой материи, т. н. „Хатан“ („Хата(к)?“ -Okman), который он торжественно, собственноручно передал мне с просьбой от его имени по приезде моём в Санкт-Петербург представить Государю Императору».
Густав также особо отметил следующее: «Во время моего пребывания в Утай-шане я находился под особым наблюдением чиновника из управления по сношению с иностранцами… Он пытался во время моей аудиенции насильно войти вместо моего переводчика вслед за мной, но был остановлен лицами из свиты Далай-ламы».
Дальнейший путь экспедиции: Шаньинь — Шопинфу — Гуйхуачэн (28 мая) — Фэнчжэнтин — Датунфу, столица провинции Северная Шаньси. Следующие 200 км до Калгана преодолевали в основном по воде — уже начался сезон дождей. Из дневника полковника: «В живописном, бойком своей торговлей Калгане я приятно провёл день среди небольшой, но гостеприимной и радушной русской колонии. Уволив людей своей экспедиции, кроме юного переводчика Чжао и славного китайца — повара из Ланьчжоу, пожелавшего повидать Пекин, и распродав лошадей, за исключением Филиппа, рыжего киргизского мерина, сделавшего всё путешествие из Кашгара, я выехал через Сюаньхуафу в Пекин, куда прибыл 12 июля.»

### Пекин
Небольшой коллектив российской миссии радушно принял Манергейма. Борис Арсеньев, первый секретарь миссии, врио посла, оказывал всевозможное содействие все 64 дня пребывания Густава в Пекине. «Внутри ограды миссии я нашёл то, чего недоставало почти за всё время продолжительного путешествия — приятных собеседников» — писал позже барон.
Немного оправившись от радикулита, весьма его мучившего, полковник при помощи персонала миссии систематизировал и привёл в порядок материалы, собранные за время похода. Довольно быстро составив описательную часть отчёта, Маннергейм приступил к выводам, то есть заключительной части отчёта. Здесь ему серьёзную помощь оказали Борис Арсеньев и полковник Лавр Корнилов. Лавр Георгиевич отредактировал заключительный раздел и помог с составлением военно-политического обзора. Законченный отчёт одобрил посланник Иван Коростовец, к тому времени уже вернувшийся из Петербурга.
Первый вариант отчёта содержал 130 страниц машинописного текста, после добавлений, сделанных Маннергеймом уже в столице, объём вырос до 173 страниц.

### Япония
Перед отъездом в Россию Маннергейм также совершил ещё одну «миссию», на этот раз в Японию с Арсеньевым, нашим резидентом. Целью задания было выяснение военных возможностей порта Симоносеки. Выполнив задание, полковник 24 сентября прибыл во Владивосток на борту парохода «Симбирск». Оттуда при помощи военного коменданта станции Густав первым классом отбыл в столицу. Движение по Транссибу было уже налажено, хотя в Приморье дух войны ещё не выветрился.

### Петербург
21 декабря 1908 года в Малом зале Генштаба полковник Маннергейм дал отчёт о проведённой экспедиции в присутствии всех без исключения офицеров Азиатского и Туркестанского отделов Генштаба, а также Ф. Ф. Палицына и сенатора П. П. Семёнова-Тян-Шаньского. Доклад имел большой успех.

## Итоги экспедиции
- На карту нанесено 3087 км пути экспедиции
- Составлено военно-топографическое описание района Кашгар — Турфан.
- Исследована река Таушкан-Дарья от её схода с гор до впадения в Оркен-Дарью.
- Составлены планы 20 китайских гарнизонных городов.
- Дано описание города Ланьчжоу как возможной будущей российской военной базы в Китае.
- Оценено состояние войск, промышленности и горного дела Китая.
- Оценено строительство железных дорог.
- Оценены действия правительства Китая по борьбе с потреблением опиума в стране
- Собрано 1200 различных интересных предметов, касающихся культуры Китая.
- Привезено около 2000 древних китайских манускриптов из песков Турфана.
- Привезено редкое собрание китайских зарисовок из Ланьчжоу, дающих представление о 420 персонажах разных религий.
- Составлен фонетический словарь языков народностей, проживающих в северном Китае.
- Проведены антропометрические измерения калмыков (торгоутов), киргизов, малоизвестных племён абдалов, жёлтых тангутов.
- Привезено 1353 фотоснимка, а также большое количество дневниковых записей.

Итоги «азиатского похода» Маннергейма впечатляющие: он был принят в члены Русского географического общества.